# Black Christmas (2006)
Black Christmas är en kanadensisk-amerikansk slasherfilm från 2006 i regi av Glen Morgan, som även har skrivit manuset till hela filmen. Denna film, som är inspelad i Vancouver, är en lös nyinspelning av filmen Stilla natt, blodiga natt, som hade biopremiär år 1974. I rollerna syns bland annat Katie Cassidy, Michelle Trachtenberg, Mary Elizabeth Winstead, Oliver Hudson, Lacey Chabert, Kristen Cloke, och Andrea Martin.
Filmen hade biopremiär i USA den 25 december 2006, medan den släpptes på DVD i Sverige av Nordisk Film, den 21 november 2007. År 2019 släpptes det ytterligare en nyinspelning, som också går under titeln Black Christmas.

## Handling
Filmens handling kretsar kring Billy Lenz, som under sin barndom blev misshandlad och inlåst uppe på en husvind av sin egen mor, som i sin tur hade hunnit bilda en ny familj, efter att ha dödat hans älskade far. Modern och hennes nya man blir sedan brutalt mördade av Billy, som efter att ha varit inlåst uppe på vinden under flera års tid, har lyckats ta sig ut, för att sedan bli gripen av polisen och hamna på mentalsjukhus. Femton år efter denna händelse, närmare bestämt på självaste julafton, lyckas Billy även fly ut ifrån sin cell, för att ta sig hela vägen till bort sitt gamla hem, som numera har blivit till ett föreningshus. Där ska han snart terrorisera dess föreningssystrar, för att sedan mörda dem en efter en...

## Rollista (i urval)
| Katie Cassidy              | – Kelli Presley      |
| Michelle Trachtenberg      | – Melissa Kitt       |
| Mary Elizabeth Winstead    | – Heather Fitzgerald |
| Lacey Chabert              | – Dana Mathis        |
| Kristen Cloke              | – Leigh Colvin       |
| Andrea Martin              | – Barbara MacHenry   |
| Crystal Lowe               | – Lauren Hannon      |
| Oliver Hudson              | – Kyle Autry         |
| Karin Konoval              | – Constance Lenz     |
| Robert Mann / Cainan Wiebe | – Billy Lenz         |
| Jessica Harmon             | – Megan Helms        |
| Leela Savasta              | – Clair Crosby       |
| Howard Siegel              | – Beauregard Rice    |